# توم مارش (لاعب كرة قاعدة)
توم مارش (بالإنجليزية: Tom Marsh)‏ هو لاعب كرة قاعدة أمريكي، ولد في 27 ديسمبر 1965.

## وصلات خارجية
- توم مارش على موقع دوري كرة القاعدة الرئيسي (الإنجليزية)
- توم مارش على موقعبيزبول رفرنس.كوم (الدوري الرئيسي) (الإنجليزية)
- توم مارش على موقع إي إس بي إن.كوم (أم.أل.بي) (الإنجليزية)
- توم مارش على موقع مشجعي الرسوم البيانية (الإنجليزية)